# بوبي بونير
بوبي بونير (بالإنجليزية: Bobby Bonner)‏ هو لاعب كرة قاعدة أمريكي، ولد في 12 أغسطس 1956 في أفايلد في الولايات المتحدة.

## وصلات خارجية
- بوبي بونير على موقعبيزبول رفرنس.كوم (الدوري الرئيسي) (الإنجليزية)
- بوبي بونير على موقعبيزبول رفرنس.كوم (الدوري الثانوي) (الإنجليزية)